# Rutger Backe
Rutger Backe (né le 14 janvier 1951 à Falkenberg en Suède) est un ancien joueur et entraîneur de football suédois.

## Biographie
Il commence sa carrière dans le club local de l'IF Böljan.
Il partira ensuite jouer en Allsvenskan dans le club du Halmstads BK en 1972, avec qui il jouera jusqu'en 1981. Backe jouera en tout 207 matchs en première division, inscrivant 77 buts. Il finira meilleur buteur de l'Allsvenskan avec 21 buts, année où le club remportera son premier championnat suédois en 1976.
Backe jouera 8 matchs avec équipe de Suède, et inscrira 2 buts. 
Il entraînera ensuite le Falkenbergs FF dans les années 1990.